# Thanesar
Thanesar è una città dell'India di 120.072 abitanti, capoluogo del distretto di Kurukshetra, nello stato federato dell'Haryana. In base al numero di abitanti la città rientra nella classe I (da 100.000 persone in su). Nelle sue immediate vicinanze a est si trova Kurukshetra che ormai è stata inglobata dalla città di Thanesar.

## Geografia fisica
La città è situata a 29° 58' 60 N e 76° 49' 0 E e ha un'altitudine di 231 m s.l.m..

## Società

### Evoluzione demografica
Al censimento del 2001 la popolazione di Thanesar assommava a 120.072 persone, delle quali 65.786 maschi e 54.286 femmine. I bambini di età inferiore o uguale ai sei anni assommavano a 13.815, dei quali 7.832 maschi e 5.983 femmine. Infine, coloro che erano in grado di saper almeno leggere e scrivere erano 86.729, dei quali 50.368 maschi e 36.361 femmine.